# Rearranjo

O processo de rearranjo em biotecnologia

Rearranjo é a mistura do material genético de uma espécie em novas combinações de diferentes indivíduos. Diversos processos diferentes contribuem para o rearranjo, incluindo a segregação de cromossomos, e o cruzamento cromossómico. Ele é utilizado particularmente quando dois vírus semelhantes que estão infectando a mesma célula trocam material genético. Em particular, o rearranjo ocorre entre  vírus influenza, cujos genomas consistem em oito segmentos distintos de RNA.  Estes segmentos atuam como mini-cromossomas, e cada vez que um vírus da gripe é montado, ele requer uma cópia de cada segmento.
Se um único hospedeiro (um humano, uma galinha, ou outro animal) está infectado por duas estirpes diferentes de vírus da gripe, segue que é possível que as novas partículas virais montadas sejam criadas a partir de segmentos cuja origem é misturada, alguns provenientes de uma estirpe e alguns vindos do outra. A nova estirpe recombinante irá compartilhar propriedades de ambas as suas linhagens parentais.
O rearranjo é responsável por algumas das principais mudanças genéticas na história do vírus da gripe. As estirpes das pandemias de gripe de 1957 e 1968 foram causadas pelo rearranjo entre um vírus aviário e um vírus humano, ao passo que o vírus H1N1 responsável pelo surto de gripe suína de 2009 tem uma mistura incomum das sequências genéticas da gripe aviária, de suínos e humana.